# Nakşidil szultána
Nakşidil szultána, oszmán szultána. I. Abdul-Hamid oszmán szultán asszonya, II. Mahmud oszmán szultán édesanyja.

## Élete
1765-ben született egy Franciaországban egy nemesi családban, Aimée du Buc de Rivery néven. Ő volt I. Napóleon francia császár feleségnek Jozefina francia császárnénak az unokatestvére. 13 évesen, 1778-ban egy nemesi kisasszonyoknak fent tartott kolostorba küldték, majd mikor innen tartott haza, Oszmán kalózok rabolták el, és Isztambulba vitték. Itt, mint minden lány új nevet kapott, így ő is a Nakşidil-t. 18 évesen megszülte az első gyermekét, Murád herceget. De a kisfiú mindössze 3 évesen meghalt. Nakşidil az ötödik asszony volt, legfőbb vetélytársa Sineperver szultána volt, aki az egyetlen trónörökös édesanyja volt. 1784-ben megszülte a következő fiát, II. Mahmud oszmán szultánt, aki testvére halála után került a birodalom élére. Nakşidil idejében kezdődött a flott átszervezése, és egy francia nyelvű lap indítása, már férje idejében is beleszólása volt a politikába. Miután férje meghalt 1789-ben, III. Szelim oszmán szultán került a trónra, akinek az anyja Mihrişah szultána nem nézte jó szemmel, hogy fia az előző szultán ágyasát a palotában, sőt maga mellett tartja.
( Egyesek úgy tartják Nakşidil az ő ágyasa is volt)  1807-ben Szelim meghalt, rá egy évvel később Musztafa is, így Mahmud lett a szultán , az anyja pedig a Válide szultána.
Sosem vette fel az iszlám hitet, mindig is keresztény maradt, de iszlám vallásnak megfelelően élt, 1817-ben halt meg, utódja a háremben Bezmiâlem szultána és Pertevniyal szultána voltak.

## Gyermekei
Murád herceg ( 1783-1886)
II. Mahmud oszmán szultán ( 1784-1839)
Saliha Hanim szultána ( 1786-1888)